# Breslauer Platz (Berlin)
Breslauer Platz (pol. Plac Wrocławski) – plac w berlińskiej dzielnicy Friedenau, w okręgu administracyjnym Tempelhof-Schöneberg.
Teren obecnego Breslauer Platz w latach 1875-1964 nosił nazwę Lauterplatz. Nazwa wywodziła się od rzeki Lauter, lewego dopływu Renu i nadano ją po zwycięskiej wojnie francusko-pruskiej. Od 1881 roku plac zaczął służyć pobliskim mieszkańcom jako targowisko. Do dziś 3 razy w tygodniu na placu organizowany jest targ.
W latach 1913–1916 w sąsiedztwie placu wybudowano ratusz gminy Friedenau, według projektu Hansa Altmanna. W 1920 roku na podstawie tzw. Ustawy o wielkim Berlinie rozszerzono obszar stolicy Niemiec, przyłączając do niej m.in. Friedenau. W 1929 roku w centralnej części placu usytuowano wiaty przystankowe wraz z kioskiem i toaletą publiczną.
Od 1 października 1964 miejsce nosi obecną nazwę. W 2011 roku powstała lokalna Inicjatywa Obywatelska na rzecz przebudowy placu.